# 第60回朝日新聞社杯競輪祭
第60回朝日新聞社杯競輪祭は、2018年11月20日から25日まで、小倉競輪場で行われた競輪のGI競走である。
優勝賞金3390万円（副賞含む）。
1998年大会以来20年ぶりに6日制に戻り、また、競輪のGI史上初となるナイター（全日程で第1Rは14:30発走）での開催となった。

## KEIRINグランプリ2018への道のり
当大会は、当年12月30日に静岡競輪場で行われる、KEIRINグランプリ2018の出場権をかけた最後の一戦となる。当大会開幕直前までに、同レースへの優先出場権を得た選手は以下の3名。
| 新田祐大 | 第33回読売新聞社杯全日本選抜競輪 優勝                                     |
| 三谷竜生 | 第72回日本選手権競輪・第69回高松宮記念杯競輪 優勝                         |
| 脇本雄太 | 第61回オールスター競輪・第27回寬仁親王牌・世界選手権記念トーナメント 優勝 |

残る6名は、当大会の優勝者ないし競輪祭最終日（当年11月25日）時点における「選考用賞金獲得額」の上位者から選出されるが、以下の3名が賞金獲得額上位者として出場を確定させている（賞金獲得額順位は当年当大会開幕直前時点による）。
- 平原康多 - 賞金獲得額 第3位
- 村上義弘 - 同 第4位
- 浅井康太 - 同 第5位

以上の前提に立ち、実質的に決勝戦が行われるまでに残った椅子は3名。そして残る3名の争いは、
- 村上博幸 - 同 第6位
- 武田豊樹 - 同 第7位
- 原田研太朗 - 同 第8位
- 渡邉一成 - 同 第10位

に加え、下記に記した決勝戦に進出したメンバーということになった。このうち、賞金獲得額上位の村上博幸は準決勝が終了した段階でグランプリ出場を確定させ、渡邉は準決勝が終了した段階で脱落が決定した。
よって、当年11月24日に行われた準決勝終了時点では、実質的に残る2名が未決定となっていたが、決勝戦のメンバーの中で、グランプリの出場権を確定させているのは、優先出場権を得ている脇本と、獲得賞金上位者として確定させている平原、浅井の3人だけ。そのため、残る2名の選手の選出については、以下のシミュレーションが考えられた。  
1. G1優勝の脇本、獲得賞金ランク上位の平原、浅井の3名のいずれかが優勝した場合、7位武田は確定となり、最後の1枠は以下の通りとなる。
  1. 17位清水、18位香川、16位菅田が2着の場合は当該選手が確定となる。
  2. 17位清水、18位香川、16位菅田が3着の場合で、他の2選手が共に4着以下の場合は当該選手が確定となる。
  3. 17位清水、18位香川、16位菅田が3人とも4着以下の場合は8位原田が確定となる。
2. 上記以外の6選手のいずれかが優勝した場合、当該選手が確定し、17位清水、18位香川、16位菅田は自身が2着に入れば確定するが、3着以下だと武田に出場権を奪われることになる。

以上の件を踏まえて行われたのが決勝戦である。
決勝戦3着の清水（4910万4000円）が、100万6500円差での賞金8位に浮上して出場権獲得、原田（4809万7500円）は9位に下がって補欠となった。

## レースプログラム
6日間で各5走。日本選手権競輪よりも走る回数が1回多い。
1次予選では各2走して、着順に応じたポイントの合計上位選手が、4日目の2次予選に進出（1-9位はダイヤモンドレースへ）。
| [ 13 ] | 1着 | 2着 | 3着 | 4着 | 5着 | 6着 | 7着 | 8着 | 9着 | 棄権 |
| ------ | --- | --- | --- | --- | --- | --- | --- | --- | --- | ---- |
| 1走    | 10  | 9   | 8   | 7   | 6   | 5   | 4   | 3   | 2   | 1    |
| 2走    | 13  | 11  | 9   | 7   | 6   | 5   | 4   | 3   | 2   | 1    |

- なお、1走目で1着となった計12名は、2走目では別々のレースに振り分けられた。
- 2次予選Bへは、ボーダーとなった合計11点の選手のうち、7着4着の武田豊樹と3着8着の小川真太郎が、選考順位[14]によって第62・63位で勝ち上がった[15][16]。

大会前半3日間の9-12Rには、AとBの2グループに分かれたガールズケイリン（ガールズグランプリ2018トライアル）が組み込まれ、ガールズグランプリ2018の出場者7名が決定した。
|     | 20（火）    | 21（水）    | 22（木）   | 23（金祝） | 24（土） | 25（日） |
| --- | ----------- | ----------- | ---------- | ---------- | -------- | -------- |
| 1R  | 1次予選 1   | 1次予選 1   | 1次予選 2  | 選抜       | 一般     | 一般     |
| 2R  | 1次予選 1   | 1次予選 1   | 1次予選 2  | 選抜       | 一般     | 一般     |
| 3R  | 1次予選 1   | 1次予選 1   | 1次予選 2  | 選抜       | 一般     | 一般     |
| 4R  | 1次予選 1   | 1次予選 1   | 1次予選 2  | 選抜       | 選抜     | 選抜     |
| 5R  | 1次予選 1   | 1次予選 2   | 1次予選 2  | 選抜       | 選抜     | 選抜     |
| 6R  | 1次予選 1   | 1次予選 2   | 1次予選 2  | 2次予選 B  | 選抜     | 選抜     |
| 7R  | 1次予選 1   | 1次予選 2   | 1次予選 2  | 2次予選 B  | 特選     | 特選     |
| 8R  | 1次予選 1   | 1次予選 2   | 1次予選 2  | 2次予選 B  | 特選     | 特選     |
| 9R  | L予選1（B） | L予選2（B） | L選抜      | 2次予選 A  | 特選     | 特選     |
| 10R | L予選1（B） | L予選2（B） | L選抜      | 2次予選 A  | 準決勝   | 特秀     |
| 11R | L予選1（A） | L予選2（A） | L決勝（B） | 2次予選 A  | 準決勝   | 特秀     |
| 12R | L予選1（A） | L予選2（A） | L決勝（A） | DMR        | 準決勝   | 0決勝0   |

## 決勝戦

### 競走成績
- 11月25日（日）第12レース[18]
- 誘導員…北津留翼（福岡）[19][20][21]

| 着 | 車番 | 選手     | 登録地 | 級 班 | 着差    | 決まり手 | 上がり (秒) | H/B | 特記 |
| -- | ---- | -------- | ------ | ----- | ------- | -------- | ----------- | --- | ---- |
| 1  | 1    | 浅井康太 | 三重   | SS    |         | 差し     | 10.9        |     |      |
| 2  | 9    | 脇本雄太 | 福井   | S1    | 1/4車輪 | 逃げ     | 11.1        | HB  |      |
| 3  | 3    | 清水裕友 | 山口   | S1    | 1車身   |          | 10.8        |     |      |
| 4  | 6    | 柴崎淳   | 三重   | S1    | 1/4車輪 |          | 11.1        |     |      |
| 5  | 5    | 菅田壱道 | 宮城   | S1    | 3/4車輪 |          | 10.9        |     |      |
| 6  | 2    | 平原康多 | 埼玉   | SS    | 微差    |          | 11.1        |     |      |
| 7  | 4    | 太田竜馬 | 徳島   | S1    | 1/2車輪 |          | 10.7        |     |      |
| 8  | 7    | 諸橋愛   | 新潟   | SS    | 1/2車輪 |          | 11.0        |     |      |
| 9  | 8    | 香川雄介 | 香川   | S1    | 2車身   |          | 10.7        |     |      |

### 配当金額
| 1=6 | 820円 |  |

| 1=3=9 | 1,600円 |  |

| 1-6 | 2,820円 |  |

| 1-9-3 | 15,340円 |  |

| 1=9 | 790円 |  |

| 1=9 | 270円 |  |
| 1=3 | 780円 |  |
| 3=9 | 310円 |  |

| 1-9 | 3,270円 |  |

### レース概略
やや牽制気味のスタートから、浅井と脇本が誘導員を追い、脇本－柴崎－浅井、平原－諸橋、菅田、太田－香川、清水で周回。赤板前から上昇した太田―香川は、1コーナーで誘導員を下ろした脇本の突っ張りを受けて後退し、脇本－柴崎－浅井、平原－諸橋、菅田、清水、太田－香川の一本棒。最終2コーナー4番手からの平原の捲りを、柴崎が車を外に持ちだして並走し執拗にブロック。空いたインに潜り込んだ浅井がゴール直前にハンドル投げで差し、2011年の寬仁親王牌以来7年ぶりのGI制覇を果たした。
2着は、逃げた脇本で1/4車輪差、今年のGI3連続Vを逸した。3着は、7番手から捲り追い込んで最後イエローライン付近を駆けた清水で、獲得賞金で原田研太朗を抜いてKEIRINグランプリ2018出場最終1枠に辛くも滑り込んだ。

## 特記事項
- ポイント制の競輪競走は、現行のガールズケイリンの他、かつてのGIオールスター競輪や晩期のGII東西王座戦にもあった。

- 競輪祭期間中の昼間には、業界初となるオールS級戦9車立て7R制FI開催[28]として、「KEIRINフェスティバル in ○○」が実施された（8月31日に正式発表[29][30]）。3日間ずつ東西2場での同時開催（前半20-22日が西武園と岐阜、後半23-25日が川崎と高松）。

- ファンサービスでは高松宮記念杯と同様、日刊スポーツの「ニッカンPDF新聞[31]」が連日WEB上で無料提供された[32]。

- 平成30年度特別競輪統一サイト「キン肉マン 超人ケイリン編」では、ウォーズマンが今大会を担当した[33]。

- 本大会の車券が場外発売された競輪場のうち[34]、取手、宇都宮[35]、立川、小田原、大垣、京都向日町、小松島は、各日夕方頃までに発売終了という形式をとった。

- 決勝戦の地上波中継は、テレビ東京《TXN系列 全6局ネット》が20：00 - 20：50に、『年に一度のスポーツ大勝負!テキチュー!!～第60回朝日新聞社杯 競輪祭(GI)～』として放送（BSテレビ東京では20：00 - 20：54枠ながら地上波と同じタイミングにて終了してその後はCM）。当時放送されていた『追跡LIVE! Sports ウォッチャー』週末版の出演者でもある、ビビる大木と中畑清および福田典子が、テレビ東京のスタジオから進行およびアシスタントを務めた[36][37]。なお、三日目のガールズグランプリトライアルレースも決勝戦のみBSスカパーで中継されている。

- シリーズ六日間の総売上は、106億5084万1900円。目標額の100億円をクリアしている[38]。

### 競走データ
- 10月のGI寬仁親王牌に続き、S級S班では新田祐大と深谷知広は不在の大会となった。

- 初日の開会式、神山雄一郎が競輪祭25回連続出場で表彰された[39]。

- 初日第9レース、3連単の払戻金は、117万4990円（462番人気）。GIにおける3連単の最高払戻金額を更新した（従来の記録は2011年7月1日の85万9900円で、弥彦競輪場の第20回寬仁親王牌・世界選手権記念トーナメント、502番人気）[40][41]。
- 村上義弘（1次予選で敗退）が、大会連続20回出場を達成。初日の開会式で表彰され、記念のシルバーメダルが贈呈された[42]。

- 2日目・第5R（1次予選2）の3連単の払戻金は、92万0020円（482番人気）。GIにおける3連単としては、昨年の競輪祭で出た117万4990円に次ぐ歴代2番目の高配当となった[43]。

- 今回がGI初優出となった選手は、太田竜馬（4番車）[44]と柴崎淳（6番車）[45]。

- 昨年大会の決勝にも出場していたのは、6年連続ファイナリストでディフェンディングチャンピオンの平原康多（2番車）と、諸橋愛（7番車）。